# 欧里桑加斯
欧里桑加斯是巴西巴伊亚州的一个市镇。总面积148.166平方公里，总人口8048人，人口密度54.3人/平方公里。